# Relaciones Estados Unidos-Seychelles
Las relaciones Estados Unidos-Seychelles son las relaciones diplomáticas entre Estados Unidos y Seychelles.

## Historia
El año 1963 marcó el inicio de una presencia oficial de los EE. UU. En Seychelles cuando la Estación de Rastreo de la Fuerza Aérea de los EE. UU. Se construyó y se puso en funcionamiento en Mahé. Las instalaciones de la Estación de Rastreo de la USAF se ubicaron en terrenos que fueron arrendados al Gobierno de Seychelles ($ 4.5 millones anuales).
El complemento de la estación consistía de cinco miembros del personal de la Fuerza Aérea uniformados (dos oficiales y tres sargentos), 65 empleados de Loral Corporation y Johnson Instruments, y 150 empleados de Seychelles. La Estación de Seguimiento de la USAF cerró oficialmente el 30 de septiembre de 1996.
Cuerpo de paz Voluntarios sirvieron en Seychelles entre 1974 y 1995. Un consulado de EE. UU. Se abrió en mayo de 1976 y se convirtió en una Embajada después de la independencia de Seychelles en junio de 1976. La Embajada se cerró posteriormente en agosto de 1996, y los Estados Unidos abrieron una agencia consular el 2 de septiembre de 1996 para proporcionar servicios a los residentes de Seychelles. La agencia está bajo la supervisión de la Embajada de los Estados Unidos en Port Louis, Mauricio. El embajador de los Estados Unidos en Mauricio también está acreditado ante Seychelles.
Los principales funcionarios de la Embajada de los Estados Unidos (todos los oficiales residentes en Port Louis, Mauricio) incluyen:
- Embajador: César Cabrera

En la fuga de cables diplomáticos de los Estados Unidos [2010], un cable de 2009 reveló que los [drones aéreos no tripulados] de EE. UU. Llevaron a cabo misiones en Somalia y el Cuerno de África desde las Seychelles. Según los funcionarios de Seychelles, los drones también rastrear piratas en aguas regionales.